# HotSpot
HotSpot è la macchina virtuale Java sviluppata e mantenuta da Oracle, una delle più usate al mondo.
Il termine hot spot in informatica indica le porzioni di codice eseguito molto spesso, in genere perché all'interno di cicli che lo chiamano numerose volte con piccole variazioni. Questa macchina virtuale infatti cerca di aumentare la velocità di esecuzione del bytecode convertendolo al volo in istruzioni assembly native della macchina fisica su cui si sta eseguendo l'applicazione.
In genere per ottenere un aumento significativo delle prestazioni è sufficiente compilare in questo modo solo alcune parti critiche del programma, gli hot spot, appunto.

## Piattaforme supportate
HotSpot è supportata ufficialmente per i sistemi Windows, Linux e Solaris, con architetture IA-32, X86-64 e SPARC, quest'ultima solo per Solaris, che come SPARC è stato sviluppato da Sun Microsystem, la stessa azienda che ha prodotto HotSpot prima di essere acquisita da Oracle.

Esistono dei porting non ufficiali per macOS e Unix